# Lomské údolí
Lomské údolí je přírodní památka u města Lom v okrese Most v Ústeckém kraji. Nachází se severně od města v krušnohorském údolí Lomského potoka. Důvodem ochrany území jsou jasanovo-olšové luhy, ve kterých se vyskytuje kriticky ohrožený měkkýš vřetenec horský.

## Historie
Chráněné území vyhlásil krajský úřad Ústeckého kraje s účinností ode dne 16. března 2019. Přírodní památka je v Ústředním seznamu ochrany přírody evidována pod číslem 6180.
Chráněná část Lomského údolí je dlouhodobě porostlé lesem s převažující olší lepkavou, jasanem ztepilým a javorem klenem. V polovině dvacátého století se u bývalých rybníků nacházely drobné louky či pastviny.

## Přírodní poměry
Chráněné území měří 20,6381 hektaru, nachází se v nadmořské výšce 506–630 metrů v katastrálním území Lom u Mostu a je součástí rozsáhlé evropsky významné lokality Východní Krušnohoří.

### Abiotické podmínky
Většina území přírodní památky leží na pravém břehu Lomského potoka. Geologické podloží tvoří horniny krušnohorského krystalinika, do nichž pronikly variské hlubinné vyvřeliny. Ty zasahují do nejjižnější části chráněného území. Ve střední části se vyskytují předvariské vyvřeliny zastoupené dvojslídnými až biotitickými metagranity, metagranodiority a ortorulami a v severní části jsou prekambrické dvojslídné a biotitické, místy migmatizované, ruly.
V geomorfologickém členění Česka leží lokalita v celku Krušné hory, podcelku Loučenská hornatina a okrsku Flájská hornatina. Samotné údolí je sevřené a orientované k jihu až jihovýchodu. Podle Půdní mapy se v celém území vyvinul půdní typ podzol kambický.
Údolí odvodňuje Lomský potok, který se prostřednictvím uměle vybudované přeložky vlévá do Bouřlivce, a patří tedy k povodí Bíliny. V severní části území byly na potoce vybudovány dva drobné obtokové rybníky, ale jejich hráze jsou poškozené erozí a požeráky s potrubím se rozpadají. Plochu rybníků porůstá orobinec (Typha). Vzhledem k výskytu vřetence horského by jejich obnova byla vhodná jen v podobě menších tůní, které by podpořily populaci obojživelníků.
V rámci Quittovy klasifikace podnebí se chráněné území nachází v mírně teplé oblasti MT4, pro kterou jsou typické průměrné teploty −2 až −3 °C v lednu a 16–17 °C v červenci. Roční úhrn srážek dosahuje 600–750 milimetrů.
Ve fytogeografickém členění Lomské údolí patří do oblasti mezofytika a v něm v okrese Krušnohorské podhůří vlastní.

## Flóra
Hlavním ekosystémem, pro který byla přírodní památka vyhlášena, jsou smíšené jasanovo-olšové lužní lesy temperátní a boreální Evropy, které zabírají 14 % rozlohy území. Dominantními druhy stromového patra v nich jsou olše lepkavá (Alnus glutinosa) a jasan ztepilý (Fraxinus excelsior). Jako příměs v lese rostou další listnáče jako javor mléč (Acer platanoides), javor klen (Acer pseudoplatanus), javor babyka (Acer campestre), jilm drsný (Ulmus glabra) a habr obecný (Carpinus betulus).

## Fauna
K hlavnímu předmětu ochrany území patří měkkýš vřetenec horský (Pseudofusulus varians), který je jako kriticky ohrožený zapsán na Červený seznam IUCN a na lokalitě se v záplavovém území potoka vyskytuje v počtu stovek jedinců.
Z ohrožených obratlovců zapsaných na Červený seznam a chráněných podle vyhlášky č. 395/1992 Sb. byl zaznamenán zranitelný jestřáb lesní (Accipiter gentilis), krahujec obecný (Accipiter nisus), sluka lesní (Scolopax rusticola), holub doupňák (Columba oenas), ořešník kropenatý (Nucifraga caryocatactes) a krkavec velký (Corvus corax). Nad územím přeletuje a loví zde čáp černý (Ciconia nigra). Z netopýrů v Lomském údolí žijí kriticky ohrožení netopýr velký (Myotis myotis), netopýr černý (Barbastella barbastellus) a středně ohrožení netopýr vodní (Myotis daubentonii) a netopýr hvízdavý (Pipistrellus pipistrellus).

## Přístup
Údolím potoka vede z Lomu zpevněná cesta, která lemuje východní hranici chráněného území.